# Резолюція Ради Безпеки ООН 15
Резолюція Ради Безпеки ООН 15 — прийнята одноголосно 19 грудня 1946 року, заснувала комісію по розслідуванню характеру (та рекомендації по вирішенню) передбачуваних порушень меж між Грецією та Албанією і між Болгарією і Югославією. Комісія повинна прибути на місце не пізніше 15 січня 1947 року і надати доповідь Раді якомога раніше.

## Див.також
- Резолюції Ради Безпеки ООН 1-100 (1946—1953)